# 포 시즌스 (밴드)
포 시즌스(The Four Seasons)는 미국의 로큰롤 밴드이다.